# 박시연 (가수)
박시연(1981년 6월 15일 ~ )은 대한민국의 가수이다.

## 수상
- 2012년 제1회 한국대중가요발전대상 신인상

## 데뷔
- 2011년 싱글 앨범 "Dance Tonight"

## 음반
- 2013년 Angel (십리도 못가)
- 2011년 Dance Tonight